# Kanton Courson-les-Carrières
Der Kanton Courson-les-Carrières war bis 2015 ein französischer Wahlkreis im Arrondissement Auxerre im Département Yonne und in der Region Burgund; sein Hauptort war Courson-les-Carrières. Vertreter im Generalrat des Départements war von 2004 bis 2011 Jean-Claude Denos (DVD). Ihm folgte Jacques Baloup (ebenfalls DVD) nach. 

## Gemeinden
Der Kanton bestand aus elf Gemeinden:
| Gemeinde                    | Einwohner Jahr | Fläche km² | Bevölkerungsdichte | Code INSEE | Postleitzahl |
| --------------------------- | -------------- | ---------- | ------------------ | ---------- | ------------ |
| Courson-les-Carrières       | 869 (2013)     | 34,16      | 25 Einw./km²       | 89125      | 89560        |
| Druyes-les-Belles-Fontaines | 293 (2013)     | 39,48      | 7 Einw./km²        | 89148      | 89560        |
| Fontenailles                | 68 (2013)      | 2,76       | 25 Einw./km²       | 89174      | 89560        |
| Fouronnes                   | 156 (2013)     | 17,9       | 9 Einw./km²        | 89182      | 89560        |
| Lain                        | 172 (2013)     | 10,18      | 17 Einw./km²       | 89215      | 89560        |
| Merry-Sec                   | 174 (2013)     | 14,17      | 12 Einw./km²       | 89252      | 89560        |
| Molesmes                    | 161 (2013)     | 9,5        | 17 Einw./km²       | 89260      | 89560        |
| Mouffy                      | 137 (2013)     | 4,89       | 28 Einw./km²       | 89270      | 89560        |
| Ouanne                      | 635 (2013)     | 38,7       | 16 Einw./km²       | 89283      | 89560        |
| Sementron                   | 116 (2013)     | 11,7       | 10 Einw./km²       | 89383      | 89560        |
| Taingy                      | 310 (2013)     | 20,81      | 15 Einw./km²       | 89405      | 89560        |

## Bevölkerungsentwicklung
| 1962 | 1968 | 1975 | 1982 | 1990 | 1999 | 2006 |
| ---- | ---- | ---- | ---- | ---- | ---- | ---- |
| 3626 | 3561 | 3101 | 2862 | 2725 | 2853 | 3073 |